# Centropodia
Centropodia is een geslacht uit de grassenfamilie (Poaceae). De soorten van dit geslacht komen voor in Afrika en Azië.

## Soorten
- Centropodia forskalii  (Vahl) Cope
- Centropodia fragilis  (Guinet & Sauvage) Cope
- Centropodia glauca  (Nees) Cope
- Centropodia mossamedensis  (Rendle) Cope